# Syzygium triphyllum
Syzygium triphyllum är en myrtenväxtart som beskrevs av Elmer Drew Merrill. Syzygium triphyllum ingår i släktet Syzygium och familjen myrtenväxter.
Artens utbredningsområde är Filippinerna. Inga underarter finns listade i Catalogue of Life.